# اتو آروسمنا
اتو آروسمنا (انگلیسی: Otto Arosemena؛ ۱۹ ژوئیه ۱۹۲۵ – ۲۰ آوریل ۱۹۸۴) سیاست‌مدار اهل اکوادور بود. وی از ۱۶ نوامبر ۱۹۶۶ تا ۳۱ اوت ۱۹۶۸ رئیس‌جمهور اکوادور بود.
اتو آروسمنا در ۲۰ آوریل ۱۹۸۴، در سن ۵۸ سالگی بر اثر سکته قلبی درگذشت.